# Un disco per l'estate 1981
L'edizione 1981 di Saint Vincent estate, la manifestazione canora che sostituisce per alcuni anni Un disco per l'estate e quest'anno denominata più precisamente "Saint Vincent - Una canzone per la vostra estate", è suddivisa in due fasi.
La passerella dedicata alle canzoni interpretate da artisti affermati, denominata Saint-Vincent Estate, in onda in televisione sulla Rete 1 il 27 giugno, presentata da Gianni Morandi e Barbara d'Urso, con la regia di Antonio Moretti.
Nell'ambito della manifestazione, dalla seconda metà di aprile ai primi giorni di giugno, per tre volte alla settimana, vanno in onda su Radiodue delle vetrine sottotitolate Voci e motivi in cerca di successo, presentate dal DJ Pier Maria Bologna. La gara vede di fronte 38 canzoni proposte da altrettanti interpreti poco conosciuti, che gli ascoltatori possono votare tramite una scheda pubblicata settimanalmente sul Radiocorriere TV.
Alla fase finale da Saint-Vincent vengono ammessi 16 interpreti, le cui esibizioni vengono trasmesse in differita l'8 ed il 15 agosto.

## Finalisti
- Franco Dani - Piccolo amore mio - 1º classificato
- Mario Tessuto - Sei tu l'amore - 2º classificato
- Momo Yang - L'estate vola via - 3º classificato
- Michele Zarrillo - Non è finita - 4º classificato
- Tiziana Ciao - Addio, Beatles
- Franco Cipriani - Nennè
- Daniele Del Duca - La stella che viaggia
- Fabrizio Fierro - Sentimenti neri e rosa
- Lucio Gori - Aria d'amore
- Gruppo di Famiglia - Guagliuncella
- Homo Sapiens - Ti amo domani
- Italian Sound - Darandandan
- Sergio Leonardi - La gazzella
- Filippo Schisano - A mia madre
- Gino Settanni - Sì, con te ci sto
- Valentino - Mi piaci solo tu

Artisti Affermati e Ospiti
- Claudio Baglioni - Strada facendo + Via
- Marcella: Canto straniero
- Loredana Bertè - Ninna nanna
- Riccardo Fogli - Malinconia
- Alberto Fortis - Settembre
- Ivan Graziani - Pasqua
- Gepy and Gepy - Teneramente
- Gianna Nannini - Vieni ragazzo
- New Trolls - Il serpente
- Rettore - Donatella
- Alice - Una notte speciale
- Riccardo Cocciante - Tu sei il mio amico carissimo
- Ombretta Colli - Con quella faccia da italiano
- Umberto Tozzi - Notte rosa
- Alan Sorrenti - La strada brucia
- Nada - Dimmi che mi ami che mi ami che tu ami che tu ami solo me
- Alberto Camerini - Rock 'n' Roll Robot
- Gianni Morandi - Canzoni stonate
- Anna Oxa - Toledo
- Filipponio - Controvento
- Phil Collins - In the air tonight
- Joe Dolce - Shaddap you face
- Grace Jones - I've seen that face before (Libertango)
- Plastic Bertrand - Hula Hoop
- OMD - Enola Gay
- Visage - Fade to grey
- Classix Nouveaux - Guilty
- Gérard Lenorman - Warum, mio papà, perché
- Peter Griffin - Step by step
- Toyah - I want to be free